# Cristina Gherasimov
Cristina Gherasimov (n. 29 ianuarie 1984) este o politiciană din Republica Moldova, din februarie 2024 viceprim-ministra pentru integrare europeană a Republicii Moldova în Guvernul Recean. Este negociatorul-șef de aderare a Republicii Moldova la Uniunea Europeană.

## Studii
Conform informațiilor publicate de Guvernul Republicii Moldova, Cristina Gherasimov deține diplomă de licență în relații internaționale la Universitatea de Stat din Moldova (2002-2007), diplomă de master în studii internaționale și europene avansate la Institutul European de Înalte Studii Internaționale (Nisa, Franța și Berlin, Germania; 2008-2009), o a doua diplomă de master, în relații internaționale, la Universitatea din Wrocław (Polonia; 2009-2011) și doctorat în științe politice la Universitatea Rutgers (New Brunswick⁠(d), New Jersey, SUA; 2010-2017). A urmat și un program de schimb universitar la Hamilton College⁠(d), Clinton⁠(d), New York, SUA în 2004-2005.

## Carieră
Cristina Gherasimov a predat la Universitatea Rutgers și a fost manager de programe în instituții precum Chatham House⁠(d), Transparency International Defence and Security și Consiliul German pentru Afaceri Externe. A activat în calitate de cercetătoare în cadrul Centrului Robert Bosch pentru Europa Centrală și de Est, Rusia și Asia Centrală, de la Consiliul German pentru Afaceri Externe.
A fost secretară de stat la Ministerul Afacerilor Externe și Integrării Europene. A îndeplinit funcția de secretar general al Aparatului Președintelui Republicii Moldova din sau octombrie 2021 până în ianuarie 2023, ulterior consilieră prezidențială în domeniul politicii externe și integrării europene, până la sfârșitul anului 2023.
La 5 februarie 2024, Cristina Gherasimov a fost învestită în funcția de viceprim-ministru al Afacerilor Europene, un birou proaspăt înființat.

## Premii și recunoaștere
La 26 decembrie 2023, Cristinei Gherasimov i-a fost acordat medalia „Meritul Civic”, pentru „merite deosebite în promovarea politicii externe, susținerea constantă a eforturilor de integrare europeană a Republicii Moldova, precum și pentru contribuție substanțială la deschiderea negocierilor de aderare a Republicii Moldova la Uniunea Europeană”.